# Sahar el layaly
Sahar el layaly é um filme de drama egípcio de 2003 dirigido e escrito por Hani Khalifa. Foi selecionado como representante do Egito à edição do Oscar 2004, organizada pela Academia de Artes e Ciências Cinematográficas.

## Elenco
- Mona Zaki - Perry
- Hanan Tork - Farah
- Sherif Mounir - Sameh
- Fathy Abdel Wahab - Khaled
- Khaled Abol Naga - Ali
- Ahmed Helmy - Amr
- Ola Ghanem - Inas
- Gihan Fadel - Moshira